# Кюбюме
Кюбюме (Кобюма) — река в Оймяконском улусе Якутии. Впадает в реку Сунтар (река) на её 24-м км левого берега. Длина реки 154 км. Площадь водосбора 4430 км².

## Притоки
По порядку от устья к истоку:
- 6,1 км: руч. Спорный (пр)
- 14 км: руч. Скалистый (лв)
- 34 км: Тирях-Юрях (пр)
- 37 км: без названия (пр)
- 42 км: руч. Троговый (пр)
- 48 км: Привольная (лв)
- 49 км: Луговая (лв)
- 52 км: Шорох (пр)
- 57 км: Кольтрикан (пр)
- 79 км: без названия (пр)
- 84 км: без названия (пр)
- 104 км: без названия (лв)
- 105 км: без названия (пр)
- 121 км: Оганья (пр)
- 124 км: без названия (лв)
- 126 км: Рекорд (пр)
- 130 км: без названия (лв)
- 131 км: без названия (лв)

## Данные водного реестра
По данным государственного водного реестра России относится к Ленскому бассейновому округу, речной бассейн — Индигирка, водохозяйственный участок — Индигирка от истока до впадения реки Неры. Код объекта в Государственном водном реестре — 18050000112117700038494